# 敘利亞-瑪拉巴禮天主教烏賈恩教區
敘利亞-瑪拉巴禮天主教烏賈恩教區（拉丁語：Eparchia Ujjainensis）是東儀天主教的一個教區（敘利亞－瑪拉巴禮），位於印度中央邦西北部，受天主教博帕爾總教區管轄。
1968年7月28日建立代牧區。1977年2月26日升為教區。2010年有教友3,398名，佔轄區總人口百分之0.1。由八十六名司鐸名管理四十一個堂區。現任教區主教為巴削·瓦達凱。